# Stela Głodu z Sehel

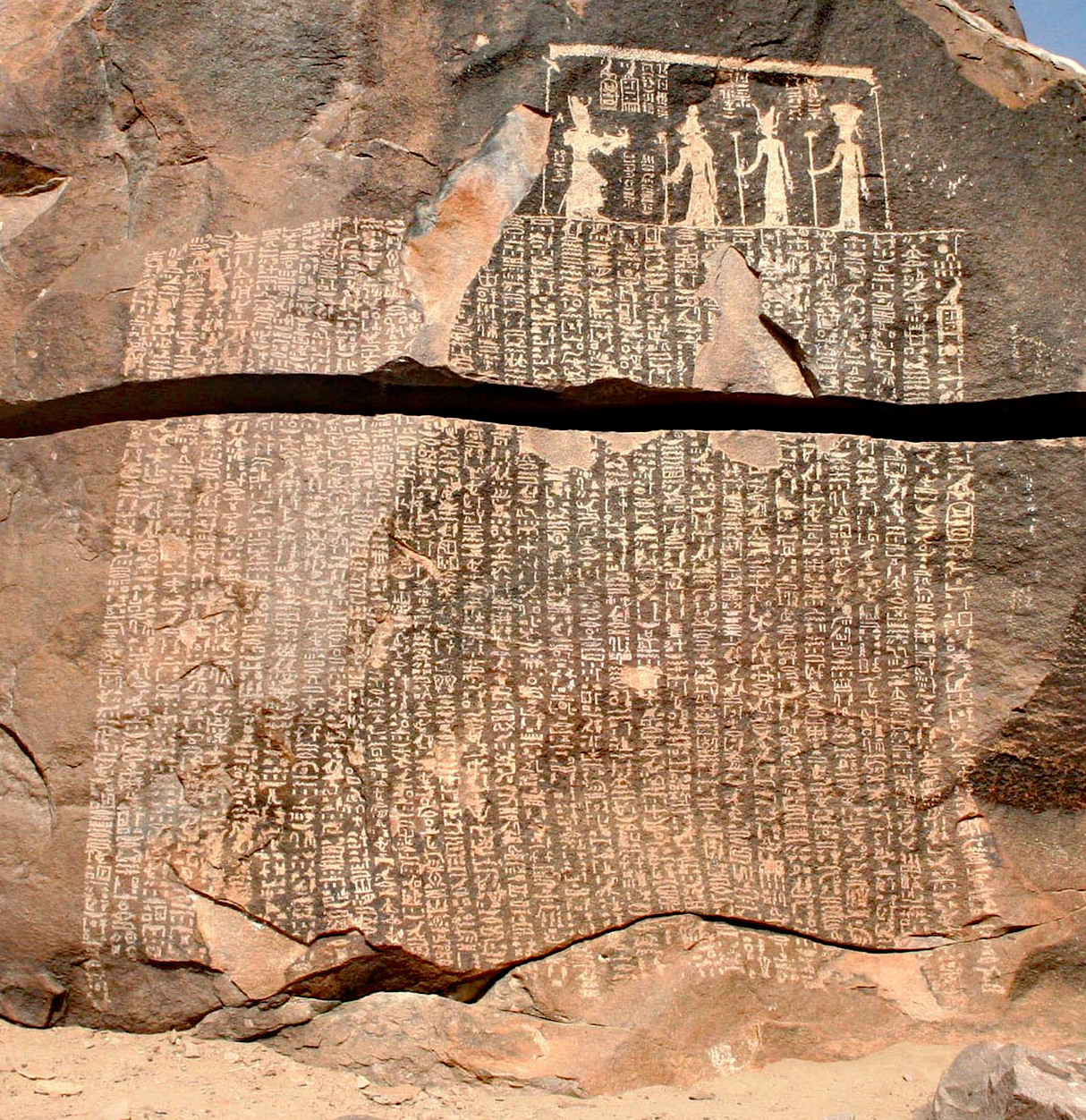
Stela Głodu z Sehel

Stela Głodu z Sehel – starożytny tekst wyryty na granitowej skale wysepki Sehel na Nilu koło Asuanu w Górnym Egipcie. Uważany za apokryf, choć dopuszcza się, że powstać mógł na podstawie starszych, nieznanych dziś dokumentów.
Wyryty na wysokiej skale i odkryty w 1899 napis hieroglificzny stanowi odpis pisma skierowanego przez faraona Dżesera z III dynastii do namiestnika położonej naprzeciw Asuanu wyspy Elefantyny.
W przekazie tym podano, iż za rządów tego faraona Egipt nawiedziła siedmioletnia klęska głodu, spowodowana obniżonym poziomem wód Nilu i nieregularnymi wylewami. Władca wezwał swego wezyra Imhotepa, nakazując znaleźć przyczynę tego stanu rzeczy. Po odwołaniu się do ksiąg zgromadzonych w Hermopolis mędrzec stwierdził, że w rejonie tym od lat nie przestrzegano zasadniczych przepisów rytuałów, co wywołało gniew boga Chnuma, uważanego za bóstwo sprawcze („Pana Katarakt”, „Władcy Nubii”) wylewów Nilu. Za radą wezyra faraon złożył bóstwu wielką ofiarę, co spowodowało uśmierzenie jego gniewu i wody Nilu znów poczęły wylewać. Wdzięczny za to władca przekazał pod opiekę Chnuma tereny Dolnej Nubii (gr. Dodekaschoinos) dekretem nakazującym oddawanie dziesięciny plonów na rzecz jego miejscowej świątyni.
Tekst odnosi się do czasów panowania Dżesera, lecz faktycznie pochodzi z epoki ptolemejskiej i stela powstała ok. 187 p.n.e., a więc ponad 2500 lat później, na polecenie Ptolemeusza V Epifanesa. Hellenistyczny władca, który utożsamia się ze swym odległym faraońskim poprzednikiem, występuje pod jego imieniem, gdyż uznaje go za twórcę wczesnoegipskiego państwa ze stolicą w Memfis. Ptolemeusz postrzega siebie jako zbawcę ojczyzny, gdyż pokonuje buntowników i głód, a poprzez przypomnienie postaci Dżesera i jego doradcy Imhotepa odwołuje się do źródeł egipskiej tradycji państwowej. Nie jest też wykluczone, iż na podstawie zapisu ze steli kapłani świątyni Chnuma na Elefantynie zamierzali dochodzić swych roszczeń do wpływów należnych z Dolnej Nubii, powołując się na fikcyjną darowiznę ziemi od Dżesera.